# Christina von Stommeln

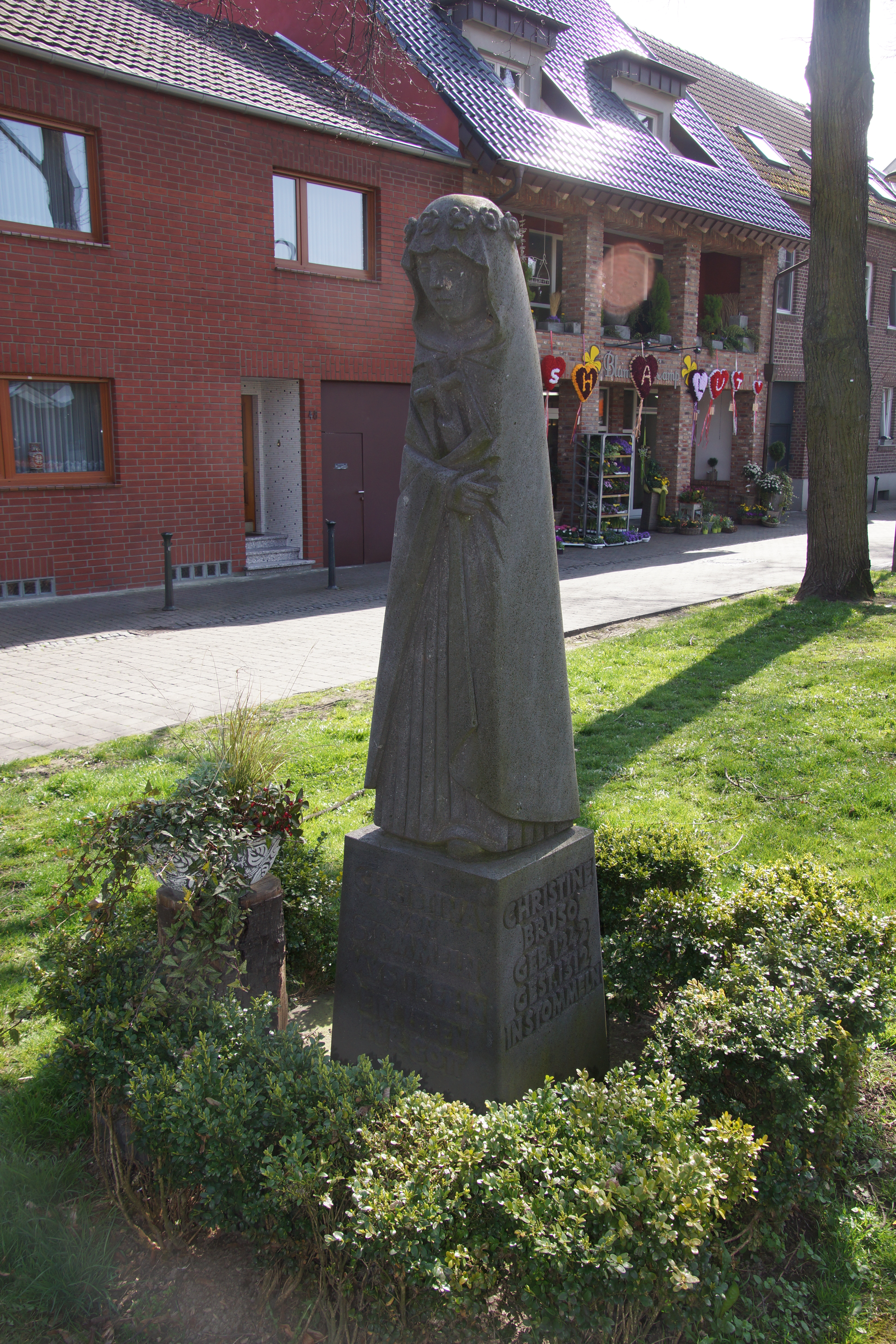
Statue de Christina von Stommeln par Olaf Höhnen

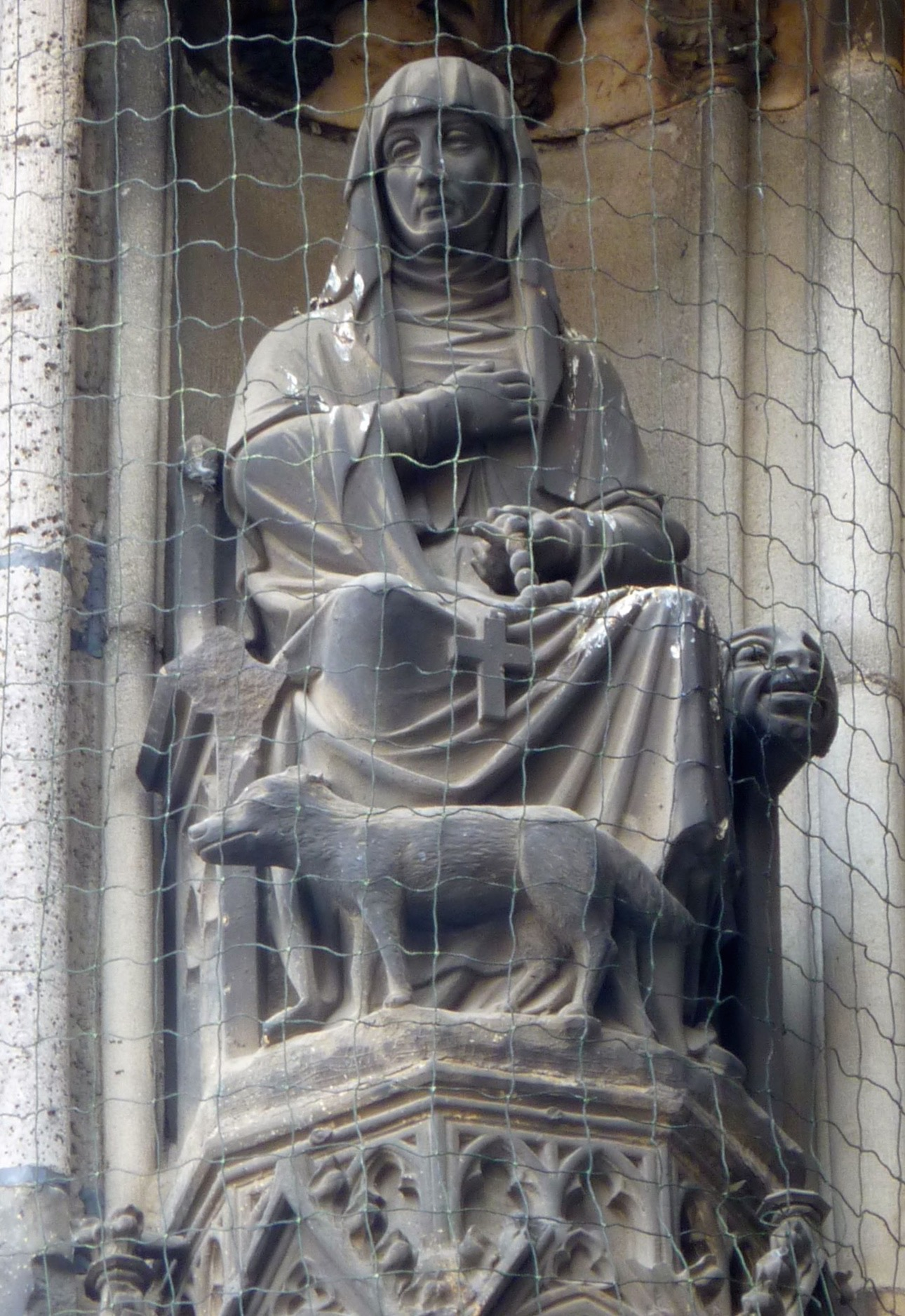
Christina von Stommeln, portail nord, cathédrale de Cologne.

Christina von Stommeln, ou Christina Bruso (née le 12 juillet 1242 (date présumée) à Pulheim  et morte le 6 novembre 1312 dans la même ville), est une béguine et mystique stigmatisée. Sa vie est surtout connue à travers sa correspondance avec  le dominicain Petrus de Dacia. Elle est l'une des figures féminines du Moyen Âge rhénan et a fait l'objet d'une vénération dès son vivant. Elle est béatifiée en 1908.

Sanctuaire de Christina von Stommeln dans la Propsteikirche St. Mariä Himmelfahrt, Jülich

## Biographie
Christina von Stommeln serait née le 24 juillet 1242 à Stommeln qui est maintenant un quartier de la ville de Pulheim, près de Cologne. Ses parents sont Heinrich et Hilla Bruso des fermiers plutôt aisés. À l'âge de cinq ans, elle a ses premières visions religieuses.
Il est établi que Christina von Strommeln sait lire même si l'on ne sait comment ni où elle a acquis cette capacité. Par contre, elle ne sait pas écrire, des clercs de son entourage traduisent en latin ce qu'elle leur dicte en langue vernaculaire. Anja Ostrowitzki pense qu'ils ont probablement aussi édité le style de ses textes.

À dix ans, elle a une vision de Jésus-Christ qui la choisit pour être son épouse mystique. Quand ses parents souhaitent arranger son mariage, alors qu'elle a douze ou treize ans, elle quitte la maison sans leur autorisation et rejoint une communauté béguine à Cologne. À l'âge de quinze ans, elle présente des stigmates sur ses mains, ses pieds et sa tête. Elle subit aussi de nombreux assauts du diable et est tentée par le suicide. Ses différentes expériences mystiques et son ascèse rigide lui attirent l'animosité de la communauté qui finit par la rejeter,,,.

Le Christ donne une bague à Christine. Les figures brodées sur les gants de soie du sanctuaire de la bienheureuse Christina von Stommeln sont les plus anciennes représentations de Christina (Musée Zitadelle Jülich).

Elle vit alors quelque temps d'aumône, puis retourne à Stommeln en 1259, d'abord dans la maison de ses parents, puis au béguinage local en 1262 pendant trois ans, puis encore alternativement dans la maison du pasteur Johannes et dans la ferme familiale.
En 1267, elle rencontre le dominicain suédois Petrus de Dacia, qui étudie alors au couvent dominicain de Cologne avec Albert le grand. Il est témoin de ses expériences surnaturelles et des attaques du diable. Il est fasciné par ses extases mystiques et voit en elle la preuve de l'existence de Dieu. Le moine devient son mentor spirituel, son ami et son biographe. Un lien intense les unit. Il lui rend visite en 1270 à son retour de Paris vers Gotland et, de nouveau en 1279. Dans sa biographie de Christina von Stommeln, il mentionne quinze visites. Lorsque Petrus de Dacia retourne définitivement en Suède, ils correspondent par lettre jusqu'à sa mort en 1289,.
En 1278, la ferme Bruso brûle, les parents décèdent peu après et, finalement, en 1281, la ferme est abandonnée. Sigwin, un des frères de Christina von Strommel intègre le monastère dominicain de Västerås en Suède grâce à l'appui de Petrus de Dacia. Elle-même décline les propositions qui lui sont faites de s'installer en Suède comme dominicaine ou béguine. Elle se retrouve sans ressources et dépend du soutien de son entourage personnel à Stommeln,.
Après la mort de Petrus de Dacia en 1289, les expériences mystiques de Christina von Strommeln cessent. Elle emménage dans un petit cloître, où elle mène une vie tranquille, portant toujours l'habit des béguines, jusqu'à sa mort à l'âge de 70 ans, le 6 novembre 1312. Contrairement à sa date de naissance, la date de sa mort est documentée par écrit,.
Christina von Strommeln  est d'abord enterrée dans le cimetière de Stommeln, contre le mur de l'église - endroit privilégié - mais ses restes sont déplacés plusieurs fois : d'abord dans l'église, puis, en 1342, à Nideggen, et enfin en 1569 à la Propsteikirche (église du prévôt) à Juliers, où un monument en son honneur existe toujours. Ses reliques ont survécu à la destruction de l'église du prévôt lors du raid aérien des Alliés sur Juliers le 16 novembre 1944.
Au XIXe siècle, après le Kulturkampf, tentative de placer l’Église catholique d'Allemagne sous la tutelle de l'État, le pasteur de Juliers et, plus tard, le doyen Andreas Esser  s'occupent du culte de Christina von Strommeln et de sa béatification. La reconnaissance canonique de la vénération est confirmée par l'Église catholique en 1908 et elle est  béatifiée par le pape Pie X. Son jour commémoratif est l'anniversaire de sa mort, le 6 novembre. Les tentatives de canonisation n'ont pas abouti.
Le Codex Iuliacensis, un manuscrit de la fin du Moyen Âge qui se trouve maintenant dans les archives diocésaines d'Aix-la-Chapelle, contient des descriptions littéraires de sa vie et une collection de lettres.
Un monument néo-gothique sur le côté nord de la tour de l'ancienne église paroissiale St. Martin de Stommeln rappelle le lieu initial de sépulture de Codex Iuliacensis.
En 2012, l'exposition « Gottesschau & Gottesliebe à Juliers lui est largement dédiée. À cette occasion, son visage est reconstruit à partir des os de son crâne.

### Visions, extases, stigmates et miracles
L'expérience mystique de Christina von Stommeln diffère de celle des autres mystiques allemandes par la domination des apparitions de diables et démons. Elle est aussi l'une des premières femmes stigmatisées attestées dans le christianisme.
Les textes transmis dans le Codex Iuliacensis (en) rapportent avec de nombreux détails que plusieurs milliers de diables et de démons tourmentent constamment Christina von Stommeln. Elle perd du sang par la bouche et les narines, le démon la flagelle avec des fouets d'épines, la force à se taire pendant 15 jours et la prive de sommeil durant 14 autres jours, la couvre de pustules chaque fois qu'elle essaie de s'endormir, la couvre d'excréments, fait apparaître des grenouilles, serpents et araignées dans sa nourriture ... Cependant Christina von Strommeln n'a laissé aucun témoignage personnel. Anja Ostrowitzki estime qu'il est presque impossible de distinguer et de juger la personne historique et son expérience religieuse en général de la figure littéraire formée par les écrits hagiographiques de Petrus de Dacia et d'autres auteurs,.
Un premier miracle sur la tombe se serait produit en 1338 : le comte Dietrich VII./IX. de Clèves, qui souffre de la goutte, est guéri après avoir touché ses ossement de Christina von Strommeln. Par la suite, un culte populaire des saints, limité au niveau régional, se développe autour de Christina von Strommeln, qui est invoquée en particulier contre les maux de tête et la paralysie.

### La relation entre Christina von Stommeln et Petrus de Dacia
Christina von Stommeln a une relation étroite avec le moine suédois Petrus de Dacia, qui a à peu près le même âge qu'elle. Petrus von Dacien voit en Christina von Strommeln une personne à travers laquelle Dieu agit directement. Christina von Strommeln trouve en lui un ami qui non seulement s'intéresse à ses expériences, mais les place également dans un contexte théologique et les lui rend compréhensibles. Malgré la distance, les deux maintiennent une relation étroite jusqu'à la mort de Petrus de Dacia en 1289. Leur correspondance est conservée dans le Codex Iuliacensis. En raison de l'amour mutuel évoqué dans les lettres, une composante érotique de la relation a été envisagée à plusieurs reprises, ce qui est maintenant nié. Petrus de Dacia souligne qu'il est très important de considérer son amour pour Christina von Strommeln comme l'expression de son amour pour Dieu. Ernest Renan qualifie leur relation d'idylle mystique.

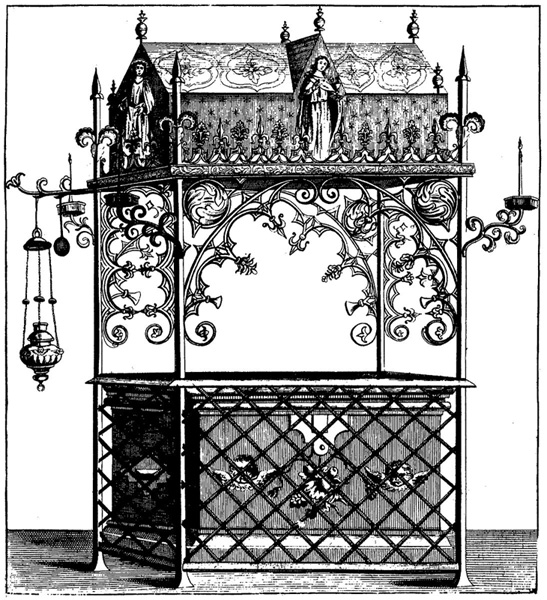
Tombe de Christina von Stommeln avec sarcophage et reliquaire. Gravure d'après un dessin de Peter Steinfunder de 1692. La structure en fer forgé a été détruite en 1783 par une voûte dans l'église prévôtale de Jülich.